# Coen Swijnenberg
Coen Swijnenberg (De Bilt, 29 april 1980) is een radio-dj.

## Biografie
Swijnenberg begon op 11-jarige leeftijd met radiomaken op zijn slaapkamer. Op zijn 14e begon hij bij Optimaal FM, de lokale omroep voor Maartensdijk. Na anderhalf jaar stapte hij over naar STILOB, de lokale omroep van De Bilt en Bilthoven. Een aantal jaar later combineerde hij dat werk met een programma bij het regionale radiostation EFM in Amersfoort.
De stap hierna werd Radio Flevoland. Swijnenberg presenteerde daar enige tijd het dagelijkse muziekprogramma Goedemiddag Flevoland. Snel daarna kreeg hij de mogelijkheid om naar Radio M Utrecht te gaan. Na zichzelf in de zomer bewezen te hebben, kreeg hij een dagelijks avondspitsprogramma tussen 16.00 en 19.00 uur. Na een periode in de middag te hebben gezeten kreeg hij de kans om dagelijks van 6.00 tot 10.00 het ochtendprogramma Utrecht is Wakker te gaan maken.

### 3FM
In de loop van 2002 combineerde Swijnenberg zijn ochtendshow met een nachtprogramma (2 keer in de week) op 3FM. De nacht op de landelijke popzender wordt gebruikt voor het kweken van nieuw talent. In februari 2003 stapte hij volledig over naar 3FM, waar hij elke ochtend tussen 4.00 en 6.00 uur het programma Swijnenstal presenteerde. Enige tijd later verlieten Rob Stenders en Ruud de Wild 3FM. Giel Beelen ging de ochtendshow op zich nemen en Swijnenberg werd gevraagd om vanaf 19 april 2004 op maandag tot en met donderdag van 18.00 tot 20.00 uur voor de NPS tijdelijk zijn programma Swijnenstal te doen. Deze tijdelijke aanstelling werd later een vaste plek in de programmering van 3FM.
Op vrijdagavond van 19.00 tot 22.00 uur maakte hij verder het programma Lantinga & Swijnenberg, samen met NPS- (later BNN)-presentator Sander Lantinga, een vrolijke weekendshow met wekelijks een bekende Nederlander in de studio, een live band en een heleboel vrolijkheid. Vele BN'ers zijn in dit programma te gast geweest.

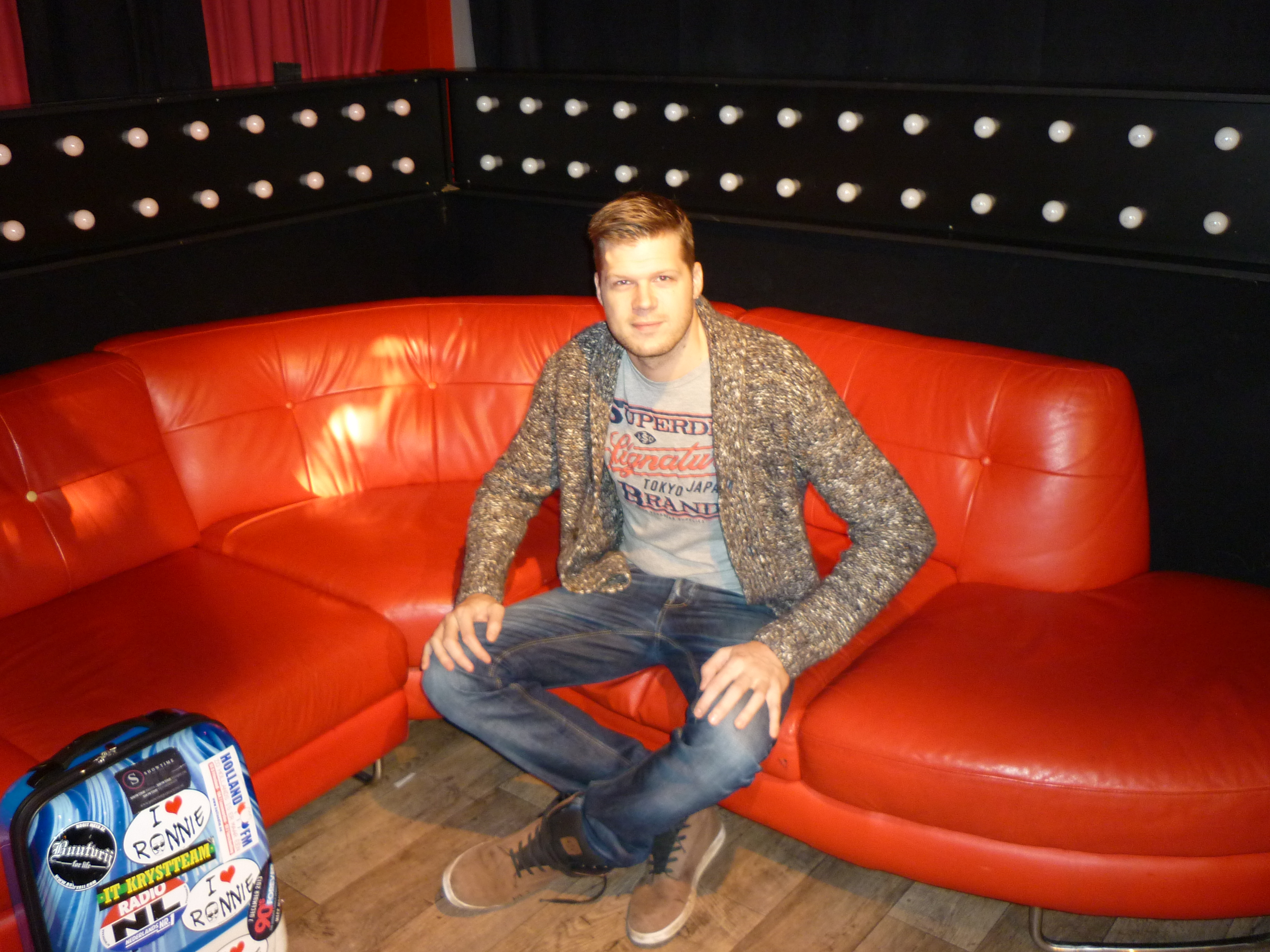
Coen Swijnenberg in de studio van BNN

Medio juli 2006 werd Swijnenberg benaderd door de omroep BNN met de vraag of hij samen met Sander Lantinga (die al eerder van de NPS naar BNN was overgestapt) de nieuwe dagelijkse middagshow wil gaan maken. Deze belangrijke plek in de programmering kwam vrij door het vertrek van Wouter van der Goes naar Q-music. Swijnenberg ging in op het aanbod en op 11 september 2006 werd de Coen en Sander Show een feit. Maandag tot en met donderdag tussen 16.00 en 19.00 uur, en vrijdag van 16.00 tot 18.00 uur op 3FM. Hiervoor nam hij afscheid bij de NPS en stopte hij met zijn programma's Swijnenstal en Lantinga & Swijnenberg.
Op 24 oktober 2008 won dit programma de Gouden RadioRing.
Swijnenberg was een van de dj's die bij 3FM Serious Request 2008 plaatsnam in het glazen huis in Breda. Hij presenteerde ook samen met Sander Lantinga de drie liveshows die werden uitgezonden vanuit het Paard van Troje in Den Haag begin november 2009 op Nederland 3, van het televisieprogramma Wie is Di-rect? In dit televisieprogramma waren de bandleden van de Haagse rockband DI-RECT op zoek naar een nieuwe zanger. Hij was ook dj tijdens 3FM Serious Request 2008, 2010, 2011, 2013 en 2014.

### Radio 538
Op 3 februari 2015 werd bekendgemaakt dat Coen Swijnenberg, samen met zijn collega-diskjockey Sander Lantinga ging overstappen naar Radio 538. Sinds 17 augustus 2015 is de Coen en Sander Show op deze commerciële radiozender te horen, Coen en Sander hebben daarmee het programma ruuddewild.nl van Ruud de Wild vervangen wiens contract niet werd verlengd. In mei 2022 werd bekendgemaakt dat Swijnenberg vanaf oktober solo een programma tijdens de lunch op Radio 538 zou maken. Daarnaast maakt hij op vrijdagmiddag nog de Coen en Sander Show met Lantinga.

### Joe
Na bijna een jaar voornamelijk solo te horen te zijn geweest werd op 28 september 2023 bekendgemaakt dat Swijnenberg weer op dagelijkse basis zou gaan samenwerken met Lantinga bij de nieuwe radiozender Joe. De startdatum van de hernieuwde dagelijkse samenwerking werd bij de bekendmaking nog niet gecommuniceerd.Op 1 mei 2024 werd echter bekendgemaakt dat hij samen met Sander Lantinga op 6 mei 2024 bij JOE zal starten.

## Discografie

### Singles
| Single met eventuele hitnotering(en) in de Nederlandse Top 40 | Datum van verschijnen | Datum van binnenkomst | Hoogste positie | Aantal weken | Opmerkingen                                                    |
| ------------------------------------------------------------- | --------------------- | --------------------- | --------------- | ------------ | -------------------------------------------------------------- |
| Supergeil!                                                    | 2016                  | 13-02-2016            | tip23           | -            | met Vengaboys & Coen en Sander                                 |
| Feest waarvan ik morgen niks meer weet                        | 2018                  | 03-02-2018            | tip27           | -            | met Snollebollekes & Sander / Nr. 89 in de Single Top 100      |
| Lam & Gelukkig                                                | 2019                  | 23-01-2019            | tip23           | -            | met Snollebollekes & Coen und Sander Fest Allstar & DJ Maurice |

## Trivia
- Voor BNN was Swijnenberg ook beschikbaar als invaller op Radio 1 en als voice-over voor televisie.
- Swijnenberg is in 2006 vader geworden van een zoontje.
- Swijnenberg was in januari 2008 te zien als kandidaat in de celebrityversie van Wie is de Mol?. Tijdens de vierde aflevering viel hij af.
- Naast zijn professionele radiowerkzaamheden maakt Swijnenberg vanuit zijn eigen huis op onregelmatige basis internetradio onder de naam Swijnenstal, genoemd naar het programma dat hij voor de Coen en Sandershow op 3FM presenteerde.
- Swijnenberg was in 2012 reisgezelschap in De zomer voorbij van de TROS.
- Swijnenberg is de zoon van de rooms-katholieke priester Oscar Swijnenberg, wat gezien het celibaat uitzonderlijk is. Swijnenberg heeft hier via Instagram uitleg over gegeven: Zijn vader zou lang geleden met zijn moeder zijn getrouwd. Uit dit huwelijk werden twee kinderen geboren, Swijnenberg en zijn zus. De ouders scheidden en het kerkelijk huwelijk werd nietig verklaard. Op latere leeftijd is Swijnenbergs vader theologie gaan studeren. Uiteindelijk – na een onderzoek door de kerk – is hij tot priester gewijd in 1998.
- Swijnenberg is de stem van RTL 5.
- Op 22 juni 2018 had Swijnenberg een klein gastrolletje in Goede tijden, slechte tijden.